# Orkester
Et orkester er en samling af musikere, der samarbejder om at fremføre et stykke musik.
Betegnelsen bruges traditionelt om et ensemble af klassiske musikere, mens et rytmisk orkester oftest kaldes et band.
Et stort klassisk orkester (ca. 100 musikere) kaldes et symfoniorkester. Et mindre orkester (op til ca. 40 musikere) kaldes et kammerorkester. Helt små ensembler (under 10 musikere) kaldes i klassisk musik ikke for orkester, men i stedet ensemble eller et ord der beskriver antallet af musikere:
- Duo
- Trio
- Kvartet
- Kvintet
- Sekstet
- Septet
- Oktet
- Nonet

Større orkestre ledes ofte af en dirigent eller kapelmester (spillende dirigent).

## Danske symfoniorkestre
- Det Kongelige Kapel
- DR Radiosymfoniorkestret

| Musik | Spire Denne musikartikel er en spire som bør udbygges. Du er velkommen til at hjælpe Wikipedia ved at udvide den. |